# Denis Savoie
Denis Savoie est un astronome français né au XXe siècle. Il est spécialisé en histoire des sciences.

## Biographie
Directeur de 2013 à 2018 de la médiation scientifique et de l'éducation d'Universcience (Palais de la découverte - Cité des Sciences et de l'Industrie), Denis Savoie a dirigé le planétarium et le département d'astronomie et d'astrophysique du Palais de la découverte à Paris. Il est aujourd'hui conseiller scientifique à Universcience. Il a précédemment présidé la Commission des cadrans solaires de la Société astronomique de France pendant vingt ans ; il a écrit plusieurs ouvrages de référence sur le sujet. Il est aussi chercheur associé au SYRTE (Département Système de Référence Temps Espace de l'Observatoire de Paris). Sa connaissance de la gnomonique l'a amené à faire plusieurs contributions à l'histoire de l'astronomie.
Denis Savoie a notamment calculé La Nef solaire, un des plus grands cadrans solaires du monde, situé sur l'aire d'autoroute de Tavel Nord ainsi que le gigantesque cadran solaire du barrage de Castillon. Il a aussi réalisé le cadran à réflexion de l'INES , restauré les cadrans solaires de l'Hôtel des Ambassadeurs de Hollande, la méridienne du Paleospace , l'immense cadran à œilleton de Sorède, les cadrans solaires de l'Institut à Paris, etc.
En 2019, il propose à la Mairie de Paris d’utiliser la Tour Eiffel comme un gnomon. Avec Jean-Philippe Uzan, il réalise pour la conférence TimeWorld un cadran solaire dont la Tour Eiffel est le style. Les deux chercheurs proposent à la Mairie de Paris de matérialiser au sol l’ombre méridienne de la Tour Eiffel pour que l’on puisse venir voir chaque jour midi solaire de la Tour. Ce geste redonnerait à la Tour une fonction horaire qu’elle avait avec le canon de midi.
Impliqué dans la mission InSight de la NASA, il a déterminé en 2019 la direction du nord géographique sur Mars à l'aide du gnomon embarqué, constitué par le crochet de préhension de SEIS.

## Prix
- 2020 Prix Gaïa (en) Histoire et recherche
- 2019 Sawyer Dialing Prize de la North American Sundial Society
- 2017 Prix Paul Doistau-Émile Blutet de l'information scientifique
- 2016 Élu membre effectif de l'Académie Internationale d'Histoire des Sciences
- 2012 Prix Jean-Perrin de la Société française de physique
- 1997 Prix des Dames de la Société astronomique de France

## Publications choisies
- (avec Bruno Morando) « Étude de la théorie du Soleil des Tables Pruténiques », Revue d'Histoire des Sciences, vol. 49, nos 49-4,‎ 1996, p. 543-567 (DOI 10.3406/rhs.1996.1268, lire en ligne)
- Gnomonique moderne, Société astronomique de France, Paris, 1997  (ISBN 2901730051 et 9782901730057)[8]
- Ptolémée et la « variation » de la Lune, Académie internationale d'histoire des sciences, Istituto della Enciclopedia italiana, 1998
- Les Cadrans solaires, Belin, coll. « Pour la science », Paris, 2003  (ISBN 2-7011-3338-6)
- Cosmographie : Comprendre les mouvements du Soleil, de la Lune et des planètes, coll. « Pour la science », Paris, Belin, 2006  (ISBN 2-7011-4005-6)
- La Gnomonique, Les Belles lettres, coll. « L'Âne d'or », vol. 17, Paris, 2007, 453 p.  (ISBN 2-2514-2030-4)
- L'aspect gnomonique de l'œuvre de Fouchy : La méridienne de temps moyen, Centre international de synthèse. Section d'histoire des sciences, CNRS (France), 2008
- Sundials : Design, Construction, and Use, Springer, Berlin, Heidelberg, New York, 2009, 181 p.  (ISBN 978-0-387-09801-2)
- Recherches sur les cadrans solaires, coll. « De diversis artibus », Brepols Publishers, Turnhout, 2014, 243 p.  (ISBN 978-2-503-55298-9)
- Les cadrans solaires, tout comprendre pour les construire, coll. « Pour la science », Paris, 2015
- De revolutionibus orbium coelestium, sous la dir. de Michel-Pierre Lerner, Alain-Philippe Segonds et Jean-Pierre Verdet, vol. I et III, coll. Sciences et Humanismes, Les Belles Lettres, 2015
- Une histoire des cadrans solaires en Occident - La gnomonique du Moyen Âge au XXe siècle, Les Belles Lettres, Paris, 2021, 308 p.  (ISBN 978-2-251-45231-9)